# Center for Public Integrity
Center for Public Integrity (CPI) (svenska: Centrum för offentlig integritet) är en amerikansk ideell organisation som ägnar sig åt grävande journalistik. Enligt organisationens hemsida är deras uppdrag att ''avslöja maktmissbruk, korruption och pliktförgätenhet som begås av prominenta offentliga och privata institutioner för att få dem att sköta verksamheten med ärlighet, integritet, ansvarsfullhet och sätta det allmänhetens intresse först.''.
Med över 50 medarbetare är CPI en av Amerikas största politiskt obundna, ideella organisationer för grävande journalistik. 2014 vann de Pulitzerpriset för sitt arbete.

## International Consortium of Investigative Journalists

ICIJ:s logga.

1997 grundade CPI det internationella journalistnätverket International Consortium of Investigative Journalists (ICIJ). Nätverket har sina huvudkvarter i Washington, D.C. och är ett samarbete mellan 165 undersökande reportrar i över 65 länder. På deras webbplats publiceras The Global Muckraker. Sedan 2011 är Gerard Ryle direktör för ICIJ.
I april 2016 uppdagade nätverket de så kallade Panamadokumenten, som beskriver hur flera prominenta personer, företag och banker tagit hjälp av den panamanska advokatfirman Mossack Fonseca för att dölja sina tillgångar i skatteparadis.